# Mauggen
Mauggen ist ein Gemeindeteil der Gemeinde Bockhorn im Landkreis Erding in Oberbayern. 

## Geografie
Das Dorf liegt 1,5 Kilometer südlich von Bockhorn auf einem Hügel im tertiären Isar-Inn-Hügelland (Erdinger Holzland).

## Baudenkmäler
In der Liste der Baudenkmäler in Bockhorn (Oberbayern) wird die Ortskapelle aufgeführt, eine 1904 erbaute, kleine Saalkirche mit Dachreiter.  

## Verkehr und öffentliche Einrichtungen
Die Staatsstraße 2084 verläuft eineinhalb Kilometer südlich am Ort vorbei. Eine ÖPNV-Anbindung besteht mit den MVV-Buslinien 561 (tagsüber, Montag bis Freitag) und 562 (abends und am Wochenende).

## Persönlichkeiten
- Anton Hacker (* 1879 in Mauggen; † 1942 in Bremen), Ingenieur und Bremer Hafenbaudirektor

Ortsansicht Mauggen von Südost